# Palle Hardrup
Palle Wischmann Hardrup (3. december 1922 i København – 6. marts 2012 i København) var en dansk morder.
Han begik torsdag den 29. marts 1951 kl. 10:45 et væbnet røveri mod Landmandsbanken på Nørrebro, hvor to bankansatte blev dræbt. Han blev hurtigt fanget og påstod senere, at han var hypnotiseret til at begå røveriet og mordene af Bjørn Schouw Nielsen, en tidligere medfange i Horsens Statsfængsel, hvor de begge havde siddet til afsoning af lange domme for landsforræderi under 2. verdenskrig.
Palle Wischmann Hardrup var Schalburg- og Hipomand under besættelsen og blev efter krigen idømt 14 års fængsel for landsforræderi. Hans cellekammerat i Horsens Statsfængsel, Bjørn Schouw Nielsen, havde både været medlem af Frikorps Danmark og SS, med hvem han havde kæmpet på Østfronten. Bjørn Schouw Nielsen blev dømt livsvarigt fængsel for mord i forbindelse med Hypnose mordene, men blev prøveløsladt i 1967. Han begik selvmord i sin lejlighed på Amager den 26. maj 1974 med cyankalium, kun 59 år gammel.
Efterforskningen af sagen blev ledet af kriminalassistent Roland Olsen. Hardrup blev også mistænkt for et tidligere bankrøveri i Hvidovre, men pengene blev aldrig fundet, og ingen blev dømt for røveriet. Palle Hardrup blev i 1954/55 idømt tidsubestemt psykopat forvaring. Efter mange års kamp blev han dog benådet og løsladt i 1967.
Efter løsladelsen i 1967 skiftede Hardrup navn til Palle Wischmann og distancerede sig fra alt og alle, der kunne associere ham med navnet Palle Hardrup og hans forbrydelser. End ikke hans sidste veninde havde den mindste anelse om hans voldsomme fortid.
Palle Hardrup/Wischmann døde af naturlige årsager i 2012.

## Spillefilm
Hypnosemord-sagen har gennem årene inspireret til flere tv-serier mm og nu den engelsktalende spillefilm ”The Guardian Angel”, der har biografpremiere i 2018. Filmen, der er en international co-produktion, er indspillet i Danmark og Kroatien. Hovedrollen som kriminalassistent Roland Olsen, spilles af Pilou Asbæk og i de øvrige hovedroller ses danske Cyron Melville (Palle Hardrup) og Johannes Lassen (Petersen), foruden internationale skuespillere, som Josh Lucas (Bjørn Schouw Nielsen), Sara Soulié (Marie Olsen), Rade Serbedzija (Dr. Drabowski) og Christopher Fulford (Thuesen).
Filmen er instrueret af finske Arto Halonen. Som del af sin research til filmen Halonen mødte Palle Hardrup/Wischmann i 1997 og er et af de få mennesker, der har interviewet ham efter løsladelsen.

## Eksterne kilder og henvisninger
- Drabssager 1951 Arkiveret 3. april 2013 hos  Wayback Machine